# Elements Part 1
Az Elements Part 1 a Stratovarius nevű finn power metal együttes 10. nagylemeze.
2003. január 27-én került a piacra, a rajta található összes számot Timo Tolkki írta. Az eredeti tervek alapján Elements címmel jelent volna meg egy hosszabb (valószínűleg dupla lemezes) albuma a Stratonak, ám a kiadó kérésére ezt két részre osztották, és két külön időpontban jelentették meg. Ez az első rész.

## A lemez tartalma
- 1. Eagleheart – 3:50
- 2. Soul of a Vagabond – 7:22
- 3. Find Your Own Voice – 5:10
- 4. Fantasia – 9:56
- 5. Learning to Fly – 6:19
- 6. Papillon – 7:01
- 7. Stratofortress – 3:26
- 8. Elements – 12:01
- 9. A Drop in the Ocean – 6:49

## A zenekar felállása
- Timo Tolkki (gitár, háttérének)
- Timo Kotipelto (ének)
- Jari Kainulainen (basszusgitár)
- Jens Johansson (billentyűk)
- Jörg Michael (dobok)